# Eudasychira shabana
Eudasychira shabana is een vlinder uit de familie spinneruilen (Erebidae), onderfamilie donsvlinders (Lymantriinae). De wetenschappelijke naam van deze soort is voor het eerst geldig gepubliceerd in 1983 door Dall'Asta.
De soort komt voor in tropisch Afrika.